# Дискография Эшли Тисдейл
Дискография Эшли Тисдейл состоит из 3 студийных альбомов, 2 мини-альбомов, 6 синглов, одного видеоальбома и 9 клипов. Тисдейл также записала 5 синглов и несколько других релизов как героиня из Классный мюзикл Шарпей Эванс. Она стала первой артисткой, которая дебютировала с двумя песнями одновременно в Billboard Hot 100 с релизами "What I've Been Looking For" и "Bop to the Top" в роли Шарпей Эванс.
До подписания записывающего контракта с Warner Bros. Records в 2006 году, Тисдейл записала несколько треков для диснеевских сборников, включая кавер-версию "Kiss the Girl". Её дебютный альбом Headstrong был выпущен в феврале 2007 и достиг 5 строки в Billboard 200, продав 64,000 на первой недели. "He Said She Said" – это её единственный зарегистрированный сингл. Её второй студийный альбом Guilty Pleasure был первым выпущен в июле 2009 в нескольких европейских странах, и был выпущен в США 28 июля 2009.альбом дебютировал 20 строкой в Billboard 200, продав 25,000 копий на первой недели в США.

## Студийные альбомы
| Детали альбома                                                | Позиции в чарте | Позиции в чарте | Позиции в чарте | Позиции в чарте | Позиции в чарте | Позиции в чарте | Позиции в чарте | Позиции в чарте | Позиции в чарте | Позиции в чарте | Сертификация (Порог продаж)                 |
| Детали альбома                                                | США             | АВСТРАЛ         | АВСТР           | КАН             | ГЕР             | ИРЛ             | НЗ              | ИСП             | ШВЕЙЦ           | ВЕЛ             | Сертификация (Порог продаж)                 |
| ------------------------------------------------------------- | --------------- | --------------- | --------------- | --------------- | --------------- | --------------- | --------------- | --------------- | --------------- | --------------- | ------------------------------------------- |
| Headstrong - Выпущен: 6 февраля 2007 - Лейбл: Warner Bros.    | 5               | 80              | 21              | —               | 33              | 16              | 22              | —               | 98              | 155             | - США: Золото - АРГЕН: Золото - ИРЛ: Золото |
| Guilty Pleasure - Выпущен: 28 июля 2009 - Лейбл: Warner Bros. | 12              | —               | 7               | 15              | 9               | 30              | 27              | 9               | 12              | 130             |                                             |
| Symptoms - Выпущен: 3 мая 2019 - Лейбл: Big Noise             | —               | —               | —               | —               | —               | —               | —               | —               | —               | —               |                                             |

Примечания
- "—" обозначает альбомы, которые не были в чарте или не были выпущены на этой территории.
- Все студийные альбомы были выпущены в форматах CD и цифровой загрузке.

## Мини-альбомы
| Подробности об альбоме                                                                                 |
| --- |
| He Said She Said - Выпущен: 12 декабря 2006 - Лейбл: Warner Bros. Records - Формат: CD                 |
| Walmart Soundcheck - Выпущен: August 4, 2009 - Лейбл: Warner Bros. Records - Формат: Цифровая загрузка |

## Синглы
| Год  | Название                | Наивысшие чартовые позиции | Наивысшие чартовые позиции | Наивысшие чартовые позиции | Наивысшие чартовые позиции | Наивысшие чартовые позиции | Наивысшие чартовые позиции | Наивысшие чартовые позиции | Наивысшие чартовые позиции | Наивысшие чартовые позиции | Наивысшие чартовые позиции | Сертификации (Пороги продаж) | Альбом          |
| Год  | Название                | US                         | АВСТР                      | КАН                        | ЧЕХ                        | ЕВР                        | ФИН                        | ГЕР                        | ШВЕЙЦ                      | ШВЕЦ                       | ВЕЛ                        | Сертификации (Пороги продаж) | Альбом          |
| ---- | ----------------------- | -------------------------- | -------------------------- | -------------------------- | -------------------------- | -------------------------- | -------------------------- | -------------------------- | -------------------------- | -------------------------- | -------------------------- | ---------------------------- | --------------- |
| 2006 | «Be Good to Me»         | 80                         | 67                         | —                          | —                          | —                          | —                          | 57                         | —                          | —                          | —                          |                              | Headstrong      |
| 2007 | «He Said She Said»      | 58                         | 21                         | 62                         | —                          | 65                         | —                          | 17                         | —                          | —                          | 155                        | - США: Золото                | Headstrong      |
| 2008 | «Not Like That»         | —                          | 31                         | —                          | 52                         | 68                         | —                          | 20                         | —                          | 27                         | —                          |                              | Headstrong      |
| 2008 | «Suddenly»              | —                          | —                          | —                          | —                          | —                          | —                          | 45                         | —                          | —                          | —                          |                              | Headstrong      |
| 2009 | «It's Alright, It's OK» | 99                         | 5                          | 74                         | 37                         | 38                         | 20                         | 12                         | 38                         | 30                         | 104                        |                              | Guilty Pleasure |
| 2009 | «Crank It Up»           | —                          | 22                         | —                          | —                          | 66                         | —                          | 19                         | —                          | —                          | —                          |                              | Guilty Pleasure |
| 2018 | «Voices In My Head»     | —                          | —                          | —                          | —                          | —                          | —                          | —                          | —                          | —                          | —                          |                              | Symptoms        |
| 2019 | «Love Me & Let Me Go»   | —                          | —                          | —                          | —                          | —                          | —                          | —                          | —                          | —                          | —                          |                              | Symptoms        |
| 2020 | «Lemons»                | —                          | —                          | —                          | —                          | —                          | —                          | —                          | —                          | —                          | —                          |                              | TBA             |

### Другие релизы
| Год  | Название            | Наивысшая чартовая позиция | Наивысшая чартовая позиция | Альбом           |
| Год  | Название            | США                        | ВЕЛ                        | Альбом           |
| ---- | ------------------- | -------------------------- | -------------------------- | ---------------- |
| 2006 | "Last Christmas"[B] | —                          | —                          | non-album single |
| 2006 | "Kiss the Girl"[C]  | 81                         | 86                         | DisneyMania 5    |
| 2007 | "Headstrong"        | 121                        | —                          | Headstrong       |
| 2009 | "Overrated"[D]      | 103                        | —                          | Guilty Pleasure  |
| 2009 | "What If"[D]        | 101                        | —                          | Guilty Pleasure  |

### В роли Шарпей Эванс
| Год  | Название                     | Наивысшая чартовая позиция | Наивысшая чартовая позиция | Наивысшая чартовая позиция | Саундтрек                |
| Год  | Название                     | США                        | АВСТР                      | ВЕЛ                        | Саундтрек                |
| ---- | ---------------------------- | -------------------------- | -------------------------- | -------------------------- | ------------------------ |
| 2006 | "What I've Been Looking For" | 35                         | —                          | 155                        | Классный Мюзикл          |
| 2006 | "Bop to the Top"             | 62                         | —                          | 137                        | Классный Мюзикл          |
| 2007 | "Fabulous"                   | 76                         | —                          | 64                         | Классный Мюзикл:Каникулы |
| 2007 | "You Are the Music in Me"    | —                          | —                          | 89                         | Классный Мюзикл:Каникулы |
| 2008 | "I Want It All"              | 113                        | 7                          | 87                         | Выпускной                |

Примечания
- "—" означает, что альбомы не были в чарте или не были выпущены на этой территории
- Все синглы выпущены героиней Шарпей Эванс при участии Лукаса Грейбила, исключая "You Are the Music in Me", которая при участии Зака Эфрона.
- A ^ Текущий сингл
- B ^ "Last Christmas" достиг пика на 87 строке в Billboard Hot 100 Airplay.
- C ^ Сингл со сборника
- D ^ Ограниченный выпуск iTunes.

## Разнообразные появления
Тисдейл записала несколько песен и кавер-версий, которые не были включены в студийные альбомы. Большинство из этих песен были включены в сборники Диснея и альбомы-саундтреки. Она исполнила песни в серии фильмов Классный Мюзикл в роли Шарпей Эванс и в роли Кэндэс в саундтреке «Финес и Ферб».
| Год  | Песня                                                                    | Альбом                                 |
| ---- | ------------------------------------------------------------------------ | -------------------------------------- |
| 2005 | "A Dream Is a Wish Your Heart Makes" (с группой звезд на Disney Channel) | DisneyMania 4                          |
| 2006 | "Some Day My Prince Will Come" (с Дрю Силей)                             | DisneyMania 4                          |
| 2006 | "I Can't Take My Eyes Off Of You" (с актерами из Классный Мюзикл)        | Классный Мюзикл (саундтрек)            |
| 2006 | "Stick to the Status Quo" >(с актерами из Классный Мюзикл)               | Классный Мюзикл (саундтрек)            |
| 2006 | "We're All in This Together" >(с актерами из Классный Мюзикл)            | Классный Мюзикл (саундтрек)            |
| 2007 | "Humuhumunukunukuapua'a" (с Лукасом Грейбилом)                           | Классный мюзикл: Выпускной (саундтрек) |
| 2007 | "What Time Is It?" (с актерами из Классный Мюзикл: Каникулы)             | Классный мюзикл: Выпускной (саундтрек) |
| 2007 | "All for One" (с актерами из Классный Мюзикл: Каникулы)                  | Классный мюзикл: Выпускной (саундтрек) |
| 2008 | "A Night to Remember" (с актерами Классный Мюзикл: Выпускной)            | Классный мюзикл: Выпускной (саундтрек) |
| 2008 | "Senior Year Spring Musical" (с актерами Классный Мюзикл: Выпускной)     | Классный мюзикл: Выпускной (саундтрек) |
| 2008 | "Классный Мюзикл" (с актерами Классный Мюзикл: Выпускной)                | Классный мюзикл: Выпускной (саундтрек) |
| 2009 | "Gitchee Gitchee Goo"                                                    | саундтрек «Финес и Ферб»               |
| 2009 | "Busted"                                                                 | саундтрек «Финес и Ферб»               |
| 2009 | "I Love You Mom"                                                         | саундтрек «Финес и Ферб»               |
| 2009 | "Do Nothing Day"                                                         | саундтрек «Финес и Ферб»               |
| 2009 | "Queen of Mars"                                                          | саундтрек «Финес и Ферб»               |
| 2009 | "Squirrels in my Pants"                                                  | саундтрек «Финес и Ферб»               |
| 2009 | "E.V.I.L. B.O.Y.S."                                                      | саундтрек «Финес и Ферб»               |

## Видео альбомы
| Год  | Подробности о видео альбоме                                                           |
| ---- | ------------------------------------------------------------------------------------- |
| 2007 | Кое-что об Эшли - Выпущен: 13 ноября 2007 - Лейбл: Warner Bros. Records - Формат: DVD |

## Клипы
| Год  | Название                             | Режиссёр          |
| ---- | ------------------------------------ | ----------------- |
| 2006 | "A Dream Is A Wish Your Heart Makes" | Неизвестен        |
| 2006 | "Kiss the Girl"                      | Неизвестен        |
| 2007 | "Be Good to Me"                      | Крис Маррс Пилиро |
| 2007 | "He Said She Said"                   | Скотт Спир        |
| 2007 | "Not Like That"                      | Скотт Спир        |
| 2007 | "Suddenly"                           | Скотт Спир        |
| 2009 | "It's Alright, It's OK"              | Скотт Спир        |
| 2009 | "Love Drunk"                         | Трэвис Копах      |
| 2009 | "Crank It Up"                        | Скотт Спир        |
| 2018 | "Voices in My Head"                  | Брайан Петчэрс    |
| 2019 | "Love Me & Let Me Go"                | Стивен Херек      |

Примечания
- "—" обозначает альбомы, которые не были в чарте или не были выпущены на этой территории.
- Все студийные альбомы были выпущены в форматах CD и цифровой загрузке.